# UPSAT
UPSAT est un établissement privé d'enseignement supérieur situé à Tunis en Tunisie. Faisant partie du réseau Honoris United Universities depuis 2018, UPSAT est également présent à Sousse et Sfax.
L'institut propose des formations en santé.

## Historique
UPSAT est spécialisé dans la formation paramédicale. Il est reconnu à ce titre depuis 2002 par les ministères tunisiens de l'Enseignement supérieur et de la Santé. L'établissement propose des licences et masters, notamment en anesthésie, sciences infirmières, ou radiologie.
En 2019, UPSAT crée une journée scientifique, « Octobre Rose », dédiée à la prévention du cancer du sein.
Depuis 2021, les étudiants ont accès à un centre de carrière situé à Tunis qui permet notamment aux étudiants de faire relire leur CV et de se préparer aux entretiens d'embauche.

### Partenariat
L'établissement est partenaire de MSH International en Tunisie, qui forme certains de ces étudiants.
Depuis 2020, les étudiants peuvent s'exercer au Medical Simulation Center de Tunis. Ils s'entraînent en utilisant du matériel médical sur des mannequins et des casques de réalité virtuelle.
Un partenariat avec Huawei est également annoncé en 2022.

### Classement
En 2021, le magazine tunisien Entreprises Magazine classe l'institution à la troisième place de son classement des meilleures écoles de santé du pays.